# Animăluțe de companie
The Trouble With Tribbles este un episod din sezonul al II-lea al Star Trek: Seria originală care a avut premiera la 29 decembrie 1967.

## Prezentare
Tribbles, creaturi care torc ca niște pisici, fără membre și extrem de fertile, pun în dificultate exploatarea unei planete disputate între Klingonieni și Federație.